# Дронговський Андрій Миколайович
Андрій Миколайович Дронговський (нар. 1 жовтня 1973) — український хокейний арбітр, лайнсмен. Арбітр міжнародної категорії.
Розпочав судити у 1989 році. Обслуговував матчі чемпіонатів СЄХЛ, Білорусі, України.
Міжнародна категорія лайнсмена з 2003 року. Обслуговував матчі 2 чемпіонатів світу у різних вікових категоріях.